# Diga di Ferden
La diga di Ferden è una diga ad arco situata in Svizzera, nel Canton Vallese, nel comune di Ferden.

## Descrizione
Ha un'altezza di 67 metri e il coronamento è lungo 126 metri. Il volume della diga è di 34.000 metri cubi.
Il lago creato dallo sbarramento, il lago di Ferden ha un volume massimo di 1,89 milioni di metri cubi, una lunghezza di 1 km e un'altitudine massima di 1311  m s.l.m. Lo sfioratore ha una capacità di 80 metri cubi al secondo.
Le acque del lago vengono sfruttate dall'azienda KW Lötschen AG.